# ВЛ82
ВЛ82 — радянський двосистемний електровоз «Володимир Ленін», тип 82.

## Історія та конструкція
Двосистемні електровози використовуються на тих залізничних магістралях, де існують стики між ділянками ліній, елетрифікованих постійним та змінними струмами, однак будівництво спеціальної станції стикування з тих чи інших причин не вигідне. В свою чергу двосистемні електровози, реалізуючи повну потужність в обох режимах, відрізняються підвищеною вагою і вартістю електрообладнання та його експлуатації.

### ВЛ82
Перші дослідні двосистемні восьмивісні двохсекційні електровози ВЛ82-001 і ВЛ82-002 були побудовані Новочеркаським електровозобудівним заводом (НЕВЗ) в липні 1966 року.
Більшість елементів механічної частини нових локомотивів були уніфіковані з електровозами серії ВЛ80К. На кожній секції електровоза встановлений трансформатор виробництва Талліннського електротехнічного заводу. Маса трансформатора з оливою — 5800 кг. Шестиполюсні тягові електродвигуни (ТЕД) НБ-420А були спроектовані спеціально для даного локомотива. Маса електродвигуна — 4500 кг. Для їх охолодження на кожній секції встановлено два мотор-вентилятора. Також кожна з секцій обладнана акумуляторною батареєю.
Секції електровоза мають однакові електричні схеми і можуть працювати по системі багатьох одиниць. При роботі із змінним струмом напруга до ТЕД подається через понижуючий трансформатор і випрямну установку. При живленні постійним струмом напруга підводиться безпосередньо до електричного кола ТЕД. В обох випадках напруга на зажимах двигунів регулюється реостатами. Схема локомотива дозволяє використовувати реостатне гальмування, при якому ТЕД з'єднуються перехресно.
З'єднання тягових двигунів — серієс-паралельне (СП), при якому на кожній секції всі чотири тягові двигуни секції з'єднуються послідовно, і паралельно (П), по два послідовно з'єднаних двигуна що з'єднуються паралельно. Послідовного з'єднання всіх восьми тягових двигунів електровоза не передбачено. Перемикання з'єднань двигунів і секцій пускового реостата здійснюється головним контролером ЕКГ-82, який знаходиться в кожній секції електровозу, даний контролер аналогічний по конструкції головному контролеру ЕКГ-8Ж який встановлений на електровозах ВЛ80к, ВЛ80с. Контролер машиніста також аналогічний контролеру ВЛ80.
Допоміжні машини кожної секції — чотири мотор-вентилятора МВ, мотор-компресор МК, мотор-насос МН оливи трансформатора. Всі машини, крім мотор-насоса, мають високовольтні (на напругу 3000 В) колекторні двигуни, мотор-насос має асинхронний двигун, так як він працює тільки при їзді електровоза на змінному струмі і живиться змінним струмом від трансформатора. МВ № 3 і № 4 підключені до відпайок пуско-гальмівного реостата і отримують живлення під час протікання по реостату струму, обдуваючи реостат. Кожний двигун МВ № 1, МВ № 2 і МК має свій контактор, демпферний резистор (який обмежує пусковий струм) і згладжуючий реактор. Пуск МК — реостатний, через декілька секунд після включення частина демпферного резистора закорочується. На вал МВ № 1 посаджений генератор струму управління. Генератор синхронний трьохфазний з випрямлячем, на відміну від застарілих колекторних генераторів електровозів ВЛ8, ВЛ10, ВЛ11, ВЛ60.
За результатами випробувань на Північно-Кавказької залізниці завод побудував до 1968 року ще 22 електровоза серії ВЛ82.
Спочатку електровози ВЛ82 експлуатувалися на ділянці Свеча-Буй-Ярославль Північної залізниці, а після побудови станції стикування були передані в депо Куп'янськ Південної залізниці. В 1977—1980 роках більшість локомотивів були передані в депо Мінеральні води Північно-Кавказької залізниці.

### ВЛ82М

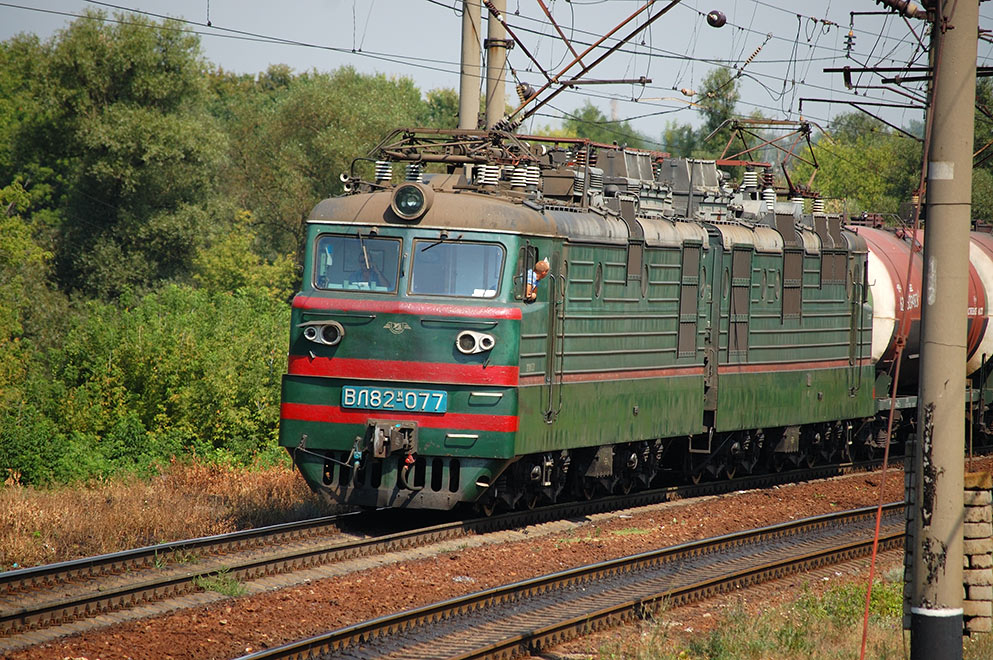
Електровоз ВЛ82^{М}

З 1972 року Новочеркаський електровозобудівний завод розпочав випуск вдосконаленого варіанту двосистемного електровозу, який отримав позначення ВЛ82М. Всього до 1979 року включно було побудовано 67 таких локомотивів.
Від своїх попередників нові локомотиви відрізнялися зменшеним передаточним числом, розробленими спеціально для них новими ТЕД НБ-407Б, змінами в схемі електрокіл, новим контролером машиніста, струмоприймачами та ін. Вага електровозу з 2/3 запасом піску становила 200 т проти 188 т для ВЛ82. Відмінності в конструкції кузова і візків між ВЛ82 і ВЛ82м такі ж, як між ВЛ10 і ВЛ10у або ВЛ80к і ВЛ80т — встановлені круглі вікна машинного відділення замість прямокутних великої площини, бокові опори замінені люлечними подвісками. Головна відмінність в електричній частині — замість силового контролера ЕКГ-82 застосували індивідуальні лінійні та реостатні контактори і групові перемикачі з'єднань, контролер машиніста аналогічний контролеру Електровоза ВЛ10.
Експлуатувались (експлуатуються) електровози серії ВЛ82М в депо Куп'янськ Південної залізниці, депо Красноуфимск (до обладнання станцією стикування), депо Мінеральні води Північно-Кавказької залізниці та на Жовтневій залізниці для водіння поїздів від Виборгу до кордону з Фінляндією.
Електровози ВЛ82 через схильність до боксування направляли для роботи з пасажирськими поїздами.
Електровози серії ВЛ82 фактично були електровозами постійного струму з трансформаторно-випрямними пристроями для роботи під змінним струмом.